# 1362
Năm 1362 là một năm trong lịch Julius.

## Sự kiện
- Tháng 3, quân Chiêm Thành, đời vua Chế Bồng Nga cướp phá Hóa Châu của Đại Việt rồi rút về.[1]

## Sinh
- Hoàng Phúc, quan đại thần nhà Minh, từng làm tán quân vụ ở Giao Chỉ thời Bắc Thuộc lần 4.